# La Ercina
La Ercina is een gemeente in de Spaanse provincie León in de regio Castilië en León met een oppervlakte van 105,02 km². La Ercina telt 478 inwoners (1 januari 2016).

## Demografische ontwikkeling
Bron: INE, 1857-2011: volkstellingen